# Spiculaea ciliata
Spiculaea ciliata är en orkidéart som beskrevs av John Lindley. Spiculaea ciliata ingår i släktet Spiculaea och familjen orkidéer. Inga underarter finns listade i Catalogue of Life.

## Bildgalleri

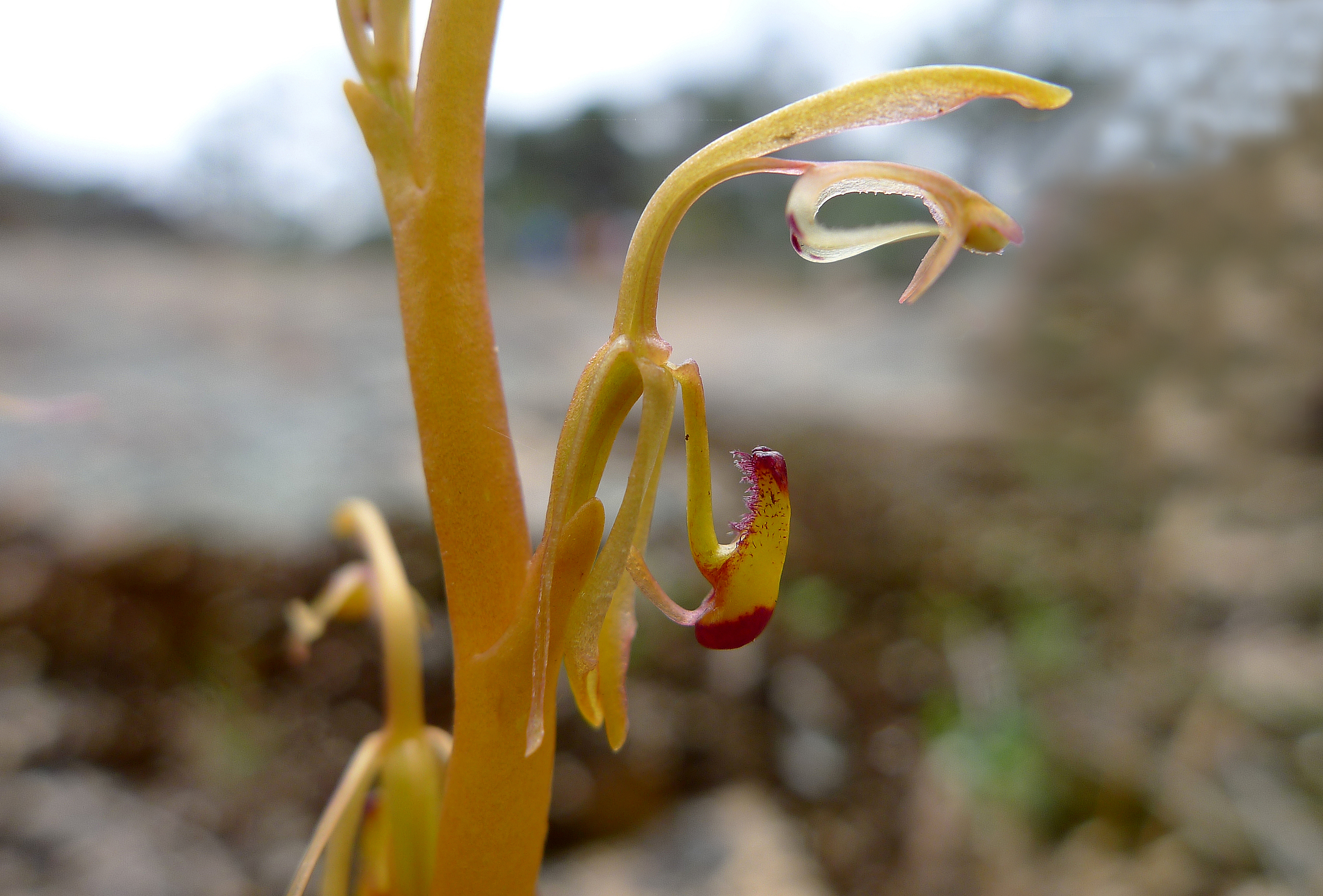
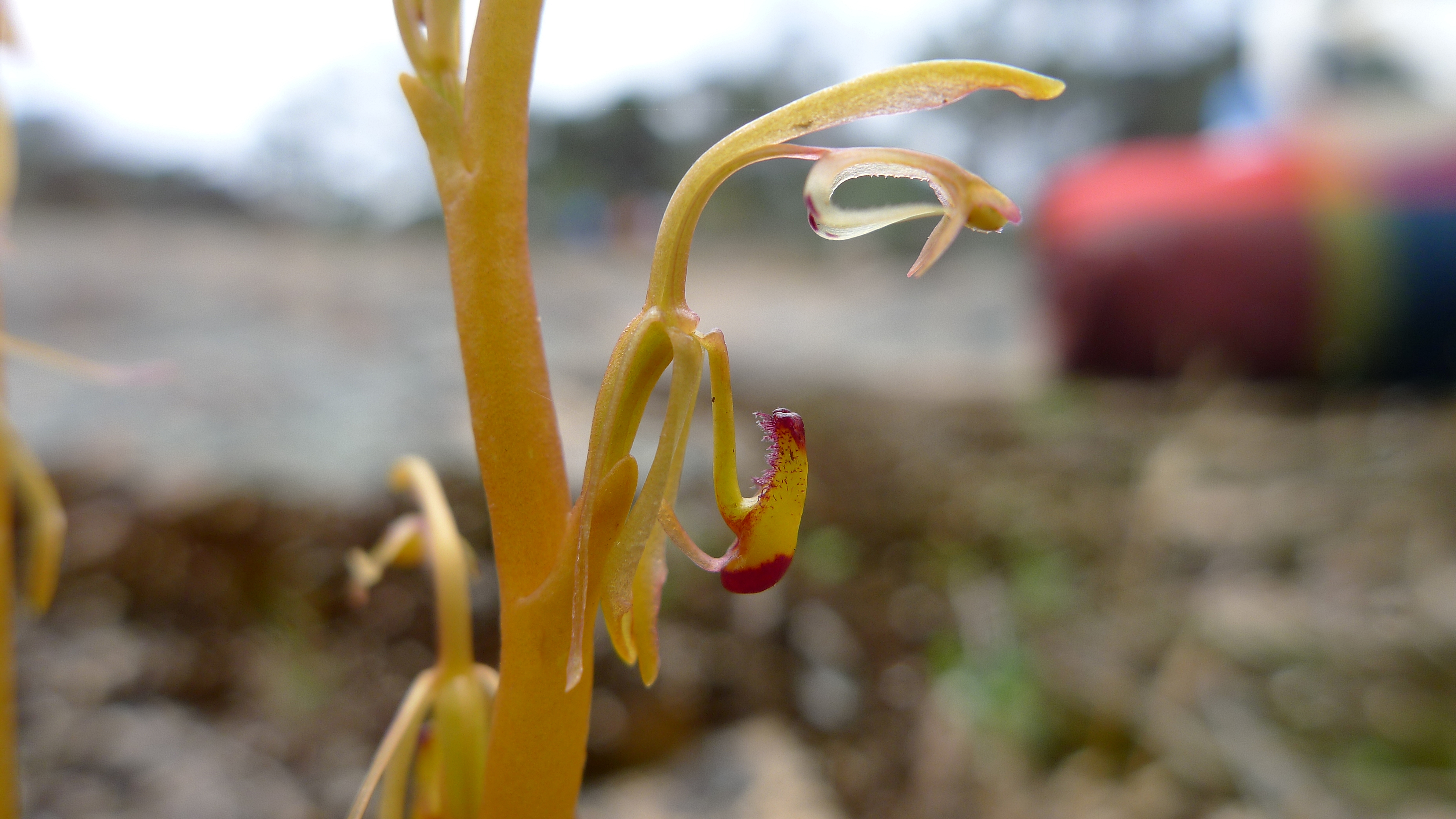